# Laliostoma labrosum
Laliostoma labrosum är en groddjursart som först beskrevs av Cope 1868. Laliostoma labrosum är ensam i släktet Laliostoma som ingår i familjen Mantellidae. Inga underarter finns listade i Catalogue of Life. Arten listades tidvis i släktet Tomopterna som allmänt har medlemmar utanför Madagaskar.
Honor är med en längd upp till 80 mm större än hannar som blir 42 till 48 mm långa. På den bruna grundfärgen finns ofta ljusa, mörka eller gröna mönster. Exemplaren har vanligen en mörk strimma från varje öga till nosen. Den kan vara bruten. Laliostoma labrosum har simhud mellan fingrar och tår.
Detta groddjur förekommer i västra och södra Madagaskar. Arten vistas i låglandet och i kulliga regioner upp till 800 meter över havet. Habitatet varierar mellan gräsmarker, träskmarker, buskskogar, skogar och odlingsmark. Arten hittas ofta i ganska torra landskap. Den gräver ner sig när regnfall uteblir. Honor lägger sina ägg i små pölar. Födan utgörs av spindlar, skalbaggar, andra leddjur och små grodor. Under parningstiden hörs hannarnas höga läten. Honor lägger ungefär 1500 svartaktiga ägg per tillfälle som har en diameter av 1 till 2 mm. Grodynglen hittas ofta tillsammans med grodyngel av Ptychadena mascareniensis. De har en silvergrå färg och en längd upp till 45 mm. Kort efter metamorfosen är ungarna 16 till 19 mm långa.
Lokala populationen påverkas av skogsröjningar. Hela beståndet anses vara stabilt.  IUCN kategoriserar arten globalt som livskraftig.